# Mesogona deleta
Mesogona deleta là một loài bướm đêm trong họ Noctuidae.